# Columnea cruenta
Columnea cruenta är en tvåhjärtbladig växtart som beskrevs av B.D. Morley. Columnea cruenta ingår i släktet Columnea och familjen Gesneriaceae. Inga underarter finns listade i Catalogue of Life.